# Neue Zürcher Zeitung

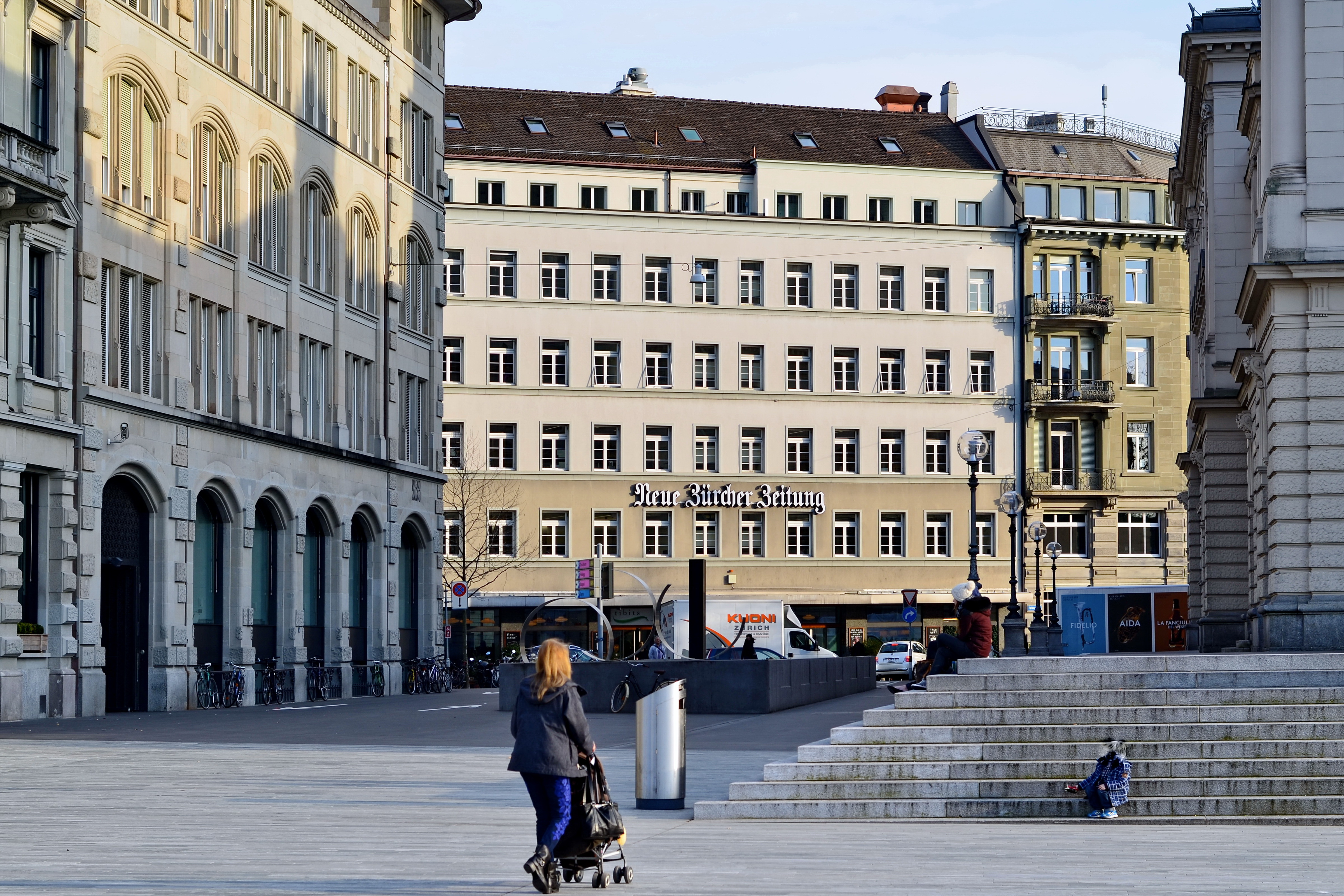
Oficiul central din Zürich, văzut de pe Sechseläutenplatz

Neue Zürcher Zeitung (acronim NZZ, din germană Noul Ziar al Zürichului) este un ziar elvețian de limbă germană care apare zilnic, aparținând companiei NZZ Mediengruppe din Zürich.
A adus un suflu nou publicisticii germane în 1780, când a apărut primul număr. La acel timp, impunea standarde noi privind obiectivitatea cu care trata subiecte importante, editorialele detaliate și acoperirea unui diapazon larg de interese, cum ar fi muzica și teatrul. După mai bine de două secole de publicare continuă, ziarul are aceeași reputație de presă de referință elvețiană, fiind cunoscut pentru publicarea unor rapoarte detaliate privind afacerile internaționale și bursa, cât și pentru stilul intelectual al redactării.

## Istoric

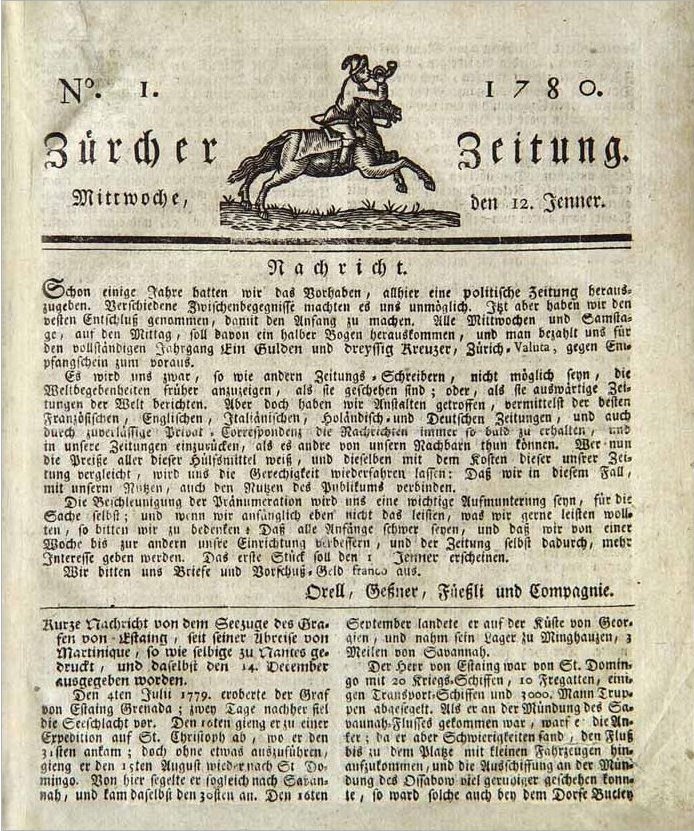
Primul număr al Zürcher Zeitung (1780)

Fiind unul din cele mai vechi ziare încă tipărite, a apărut pentru prima oară la 12 ianuarie 1780 sub numele Zürcher Zeitung, în redacția lui Salomon Gessner, urmând a fi redenumit în Neue Zürcher Zeitung în 1821.
Ziarul a renunțat la fontul gotic⁠(en)[traduceți] în anul 1946 și a fost tipărit în alb-negru până în 2005, cu o întârziere semnificativă față de alte ziare de aceeași anvergură. Articolele sunt concentrate pe noutăți din business, finanțe și cultură. Articolele despre lifestyle sunt foarte rar întâlnite.
Ziarul se aliniază viziunilor politice ale Partidului Liberal Radical din Elveția⁠(en)[traduceți], având o orientare politică liberală de centru-dreapta.

## Publicare
Tirajul ziarului a constituit 18.100 de exemplare în 1910, 47.500 în 1930 și 66.600 în 1950. A încheiat secolul al XX-lea cu un tiraj de 162.330 de exemplare în 1997, culminând cu 169.000 în 2000. A urmat apoi o micșorare continuă a tirajului, cu 166.000 exemplare în 2003, 146.729 în 2006 și 136.894 în 2010.

### Ediția de week-end
În 2002, ziarul a lansat o ediție de week-end, numită NZZ am Sonntag (din germană NZZ de duminică), cu redacție proprie care scrie mai mult despre divertisment și lifestyle, ca de altfel și restul ziarelor de week-end elvețiene. A avut un tiraj de 121.204 de exemplare în 2006. Congresul ziarelor europene i-a decernat premiul „Ziarul anului în Europa”, categoria ziarelor de week-end, în anul 2012.

### Arhive
În anul 2005, a avut loc scanarea tuturor edițiilor ziarului, rezultând în două milioane de imagini cu o dimensiune totală de 70 TB. Operația de digitalizare a costat 600.000 de euro (30 eurocenți per imagine) și a fost executată de organizația germană de cercetări Societatea Fraunhofer — Institutul de Comunicare, cu sediul în Sankt Augustin, Renania de Nord-Westfalia. Arhiva este acum disponibilă pe situl ziarului, cu funcționalități de căutare.

## Premii
Neue Zürcher Zeitung a primit Premiul Erasmus în 1979.